# Pain (альбом)
Pain — дебютный студийный альбом шведской метал-группы Pain, вышедший в 1997 году на немецком лейбле Nuclear Blast.

## Об альбоме
К середине 1990-х лидер Hypocrisy Петер Тэгтгрен надумал перестать играть death-metal и заявил, что будущий альбом The Final Chapter (вышел в 1997 году), станет последним. Однако затем он отказался от идеи роспуска Hypocrisy и вместо этого создал сайд-проект «одного человека», Pain:

Я понял, что хочу сочинять более хеви-метал-ориентированную музыку. При этом не хотел менять Hypocrisy, потому что не думал, что группа закончила развитие в своём собственном жанре. Я действительно хотел, чтобы это случилось, но я также хотел экспериментировать с другим саундом. Вот, почему я замутил Pain.

У Тэгтгрена был контракт с Nuclear Blast, поэтому первый релиз Pain под одноимённым названием удалось выпустить в 1997 году на этом крупном лейбле. Тэгтгрен признался, что саунд новой группы создавался под воздействием записей из коллекции его отца, в частности музыки Жан-Мишеля Жарра, а непосредственным толчком к созданию Pain и записи пластинки стало прослушивание дебютного альбома Fear Factory Soul Of A New Machine.
Весь материал альбома Pain Тэгтгрен записал в одиночку в шведской Abyss Studio, расположенной в здании бывшей психиатрической лечебницы. Дебют получился неуверенным и не привлёк к себе особого внимания — Тэгтгрен находился в поиске нового звучания:

Первый альбом был конкретно гитарнориентированным. Тогда я ещё не знал, как достичь саунда, который представлял в своей голове. Думаю, что музыка Pain живее, чем чистый индастриэл с большим количеством электроники. В первую очередь потому, что я — барабанщик и долго работаю над драммингом. Не использую гитарные семплы, а всё, что идёт с компьютера — это клавишные и немного перкуссий. Я хотел живые барабаны, ведь когда их программируешь, то звучание получается стерильным.

Одна композиция, по мнению Тэгтгрена, всё же удалась, поскольку в ней он смог отразить будущую концепцию Pain — это трек «Greed».
Первое издание альбома включало 8 треков, в 2002 году пластинка была переиздана на Stockholm Records, с добавлением трёх бонусных треков.

## Список композиций
1. «On Your Knees Again» — 4:35
2. «Rope Around My Neck» — 4:31
3. «Learn How to Die» — 3:54
4. «Don’t Let Me Down» — 4:20
5. «Breathe» — 4:21
6. «Greed» — 2:42
7. «Choke On Your Lies» — 4:53
8. «Last Drops of My Life» — 4:02
9. «Hate Me» (Бонус-трек) — 5:22
10. «Liar» (Бонус-трек) — 5:18
11. «Thru the Ground» (Бонус-трек) — 3:56